# Feminazi
Feminazi är ett pejorativt ord av engelskt ursprung som används för att beskriva en radikal feminist, en extrem och militant feminist, en feminist eller kvinna som söker kvinnlig överlägsenhet över män eller feminister i allmänhet. Termen är bildad från orden feminist och Nazi. Enligt den amerikanska ordboken Merriam-Webster är den första kända användningen av ordet från 1989.
Termen är förknippad med den amerikanska radioprataren Rush Limbaugh som anger att termen myntades av hans vän ekonomiprofessorn Tom Hazlett.